# Haliplus variegatus
Haliplus variegatus är en skalbaggsart som beskrevs av Sturm 1834. Haliplus variegatus ingår i släktet Haliplus, och familjen vattentrampare. Enligt den finländska rödlistan är arten nära hotad i Finland. Arten är reproducerande i Sverige. Artens livsmiljö är sjöar.

## Bildgalleri

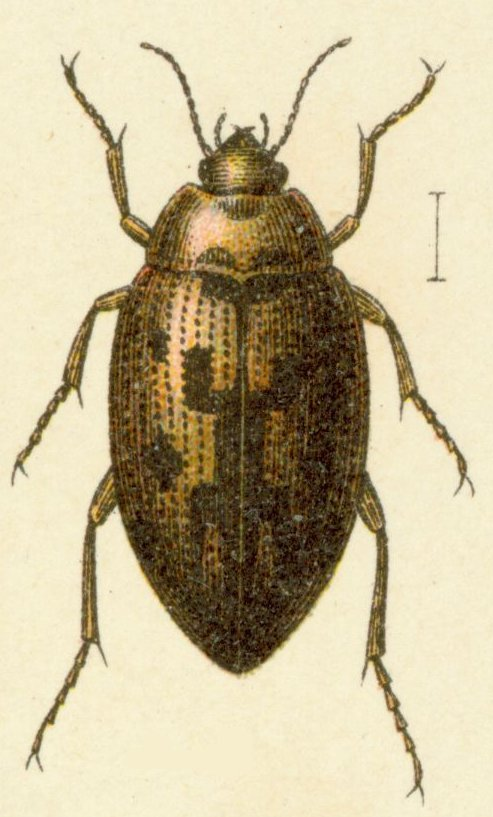